# Полине
Полине́ (фр. и окс. Paulinet) — коммуна во Франции, находится в регионе Юг — Пиренеи. Департамент — Тарн. Входит в состав кантона От-Даду. Округ коммуны — Альби.
Код INSEE коммуны — 81203.

## География

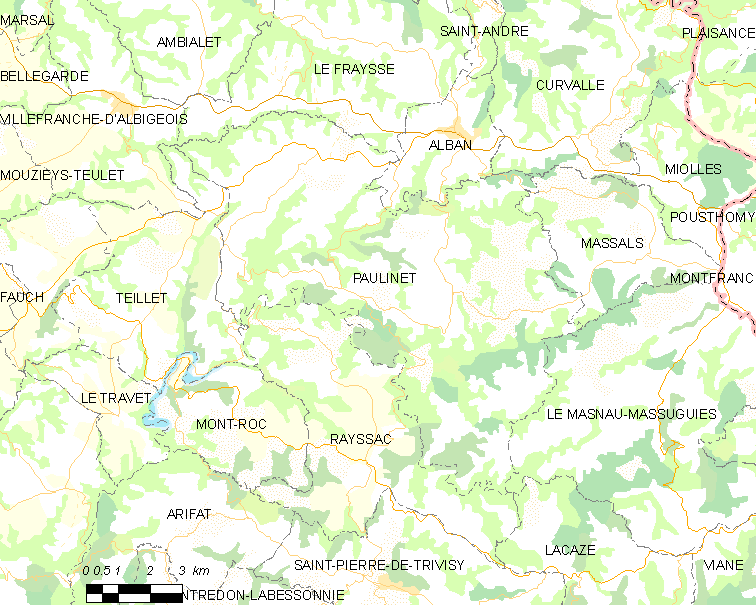
Карта коммуны

Коммуна расположена приблизительно в 560 км к югу от Парижа, в 85 км восточнее Тулузы, в 25 км к востоку от Альби.
На юге коммуны протекает река Даду.

## Климат
Климат умеренно-океанический. Зима мягкая и дождливая, лето жаркое с частыми грозами. Ветры довольно редки.

## Население
Население коммуны на 2010 год составляло 530 человек.
| 1962 | 1968 | 1975 | 1982 | 1990 | 1999 | 2010 |
| ---- | ---- | ---- | ---- | ---- | ---- | ---- |
| 1108 | 1025 | 842  | 717  | 620  | 569  | 530  |

## Экономика
В 2007 году среди 334 человек в трудоспособном возрасте (15—64 лет) 256 были экономически активными, 78 — неактивными (показатель активности — 76,6 %, в 1999 году было 68,9 %). Из 256 активных работали 238 человек (132 мужчины и 106 женщин), безработных было 18 (7 мужчин и 11 женщин). Среди 78 неактивных 20 человек были учениками или студентами, 33 — пенсионерами, 25 были неактивными по другим причинам.